# Dulcie Deamer

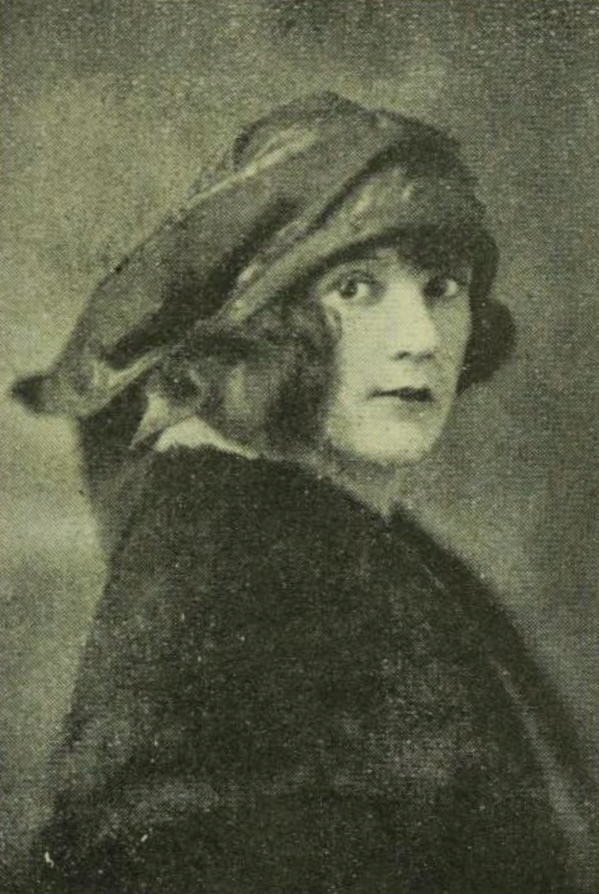
Dulcie Deamer (1928)

Mary Elizabeth Kathleen Dulcie Deamer (* 13. Dezember 1890 in Christchurch, Neuseeland; † 16. August 1972 im Stadtteil Randwick von Sydney in New South Wales, Australien) war eine in Neuseeland geborene australische Schriftstellerin, Journalistin und Schauspielerin.

## Frühes Leben
Mary Elizabeth Kathleen Dulcie Deamer wurde am 13. Dezember 1890 als Tochter der Eheleute Mable Reader und dem Arzt George Edwin Deamer in Christchurch geboren. Dulcie wurde von ihrer Mutter unterrichtet. Im Alter von neun Jahren hatte sie ihren ersten Bühnenauftritt mit der Robert Broughs Comedy Company in der Stadt. Doch um 1902 zog die Familie nach Featherston auf die Nordinsel des Landes, von wo aus sie später, um Rhetorik- und Ballettunterricht zu nehmen, nach Wellington zu Freunden der Familie geschickt wurde.

## Australien
Wann genau Dulcie nach Australien ging ist nicht überliefert. 1907 gewann sie auf jeden Fall den ersten Preis bei einem Wettbewerb von The Lone Hand, einem australischen Magazin für Literatur und Gedichte. Ihre Geschichte, die in der Steinzeit spielte, wurde von Norman Lindsay illustriert. Ihre Familie war von dem Werk schockiert. Im folgenden Jahr, Dulcie war nun siebzehn Jahre alt, schloss sie sich einer Wandertheatertruppe an und lernte dort den 32-jährigen Albert Goldberg kennen, den sie am 26. August 1908 im Westen Australiens, in der römisch-katholischen Kathedrale von Perth, heiratete. Aus der Ehe gingen sechs Kinder hervor.
1909 ging Dulcie mit Hugh J. Ward auf eine Tournee nach Indien, in das frühere Burma und nach China, wo Dulcie in den gezeigten Stücken mit kleineren Rollen betraut wurde. Zurück in Australien wurde sie journalistisch tätig und berichtete für den Veranstalter Hugh D. McIntosh über den Boxkampf zwischen dem Amerikaner Billy Papke und dem Neuseeländer Dave Smith. Nachdem ihre Eltern nach Sydney umgezogen waren, überließ Dulcie ihre Kinder zur Erziehung ihrer Mutter. Sie selbst reiste viel, war journalistisch tätig und veröffentlichte über die Jahre hinweg eine Sammlung von Kurzgeschichten, einigen Romane, einige Gedichte und zwei Theaterstücke. Als freiberufliche Journalistin schrieb sie Geschichten, Artikel und Verse für den Australian Woman’s Mirror, für The Bulletin, für The Sydney Morning Herald und anderen Zeitschriften und Zeitungen, häufig aber unter Pseudonyme.
1922 trennte sich Dulcie von ihrem Mann und lebte danach in Sydney im Stadtteil Kings Cross. Sie mischte sich unter die armen Künstler, Musiker, Schriftsteller, Kleindarsteller und Leuten mit seltsamen Jobs, die alle um ihren Lebensunterhalt kämpfen mussten. Sie trafen sich seinerzeit im „Sam Rosas Restaurant“ und im „Theo's Club“. In letzterem wurde sie am 13. Juli 1925 von den Anwesenden zur „Queen of Bohemia“ gekrönt. 1929 wurde sie Mitbegründerin und Ausschussmitglied der Fellowship of Australian Writers und 1930 wurde ihr aus dem Commonwealth Literary Fund eine Art Rente über 52 Pfund zuteil. 1932 erschien „Messalina“, ein Werk mystischer Poesie. Außerdem schrieb Dulcie mehrere Theaterstücke, von denen „That by which Men Live“ (1936) und „Victory“ (1938) in Erinnerung geblieben sind und im Beryl Bryant's Playhouse aufgeführt wurden. Des Weiteren veröffentlichte sie mit „Holiday“ (1940) einen weiteren Roman, der sich mit der Verfolgung der frühen Christen befasste und mit „The Silver Branch“ (1948) einen weiteren Band mystischer Poesie.
Mary Elizabeth Kathleen Dulcie Deamer verstarb am 16. August 1972 Heim der Little Sisters of the Poor im Stadtteil Randwick von Sydney. Sie wurde auf dem Botany-Friedhof katholisch beerdigt.

## Werke

### Romane
- 1913 – The Suttee of Safa. New York 1913.
- 1921 – Revelation. London 1921.
- 1922 – The Street of the Gazelle. London 1922.
- 1924 – The Devil's Saint. London 1924.
- 1940 – Holiday. 1940.

Quelle: Australian Dictionary of Biography

### Kurzgeschichten
- 1908 – As It Was in the Beginning. In: The Lone Hand. Volume 2, No. 9. Sydney 1. Januar 1908, S. 233–239.[3]

### Gedichte
- 1932 – Messalina
- 1948 – The Silver Branch

Quelle: Australian Dictionary of Biography

### Theaterstücke
- 1936 – That by which Men Live
- 1938 – Victory

Quelle: Australian Dictionary of Biography

## Fotogalerie

Dulcie Deamer
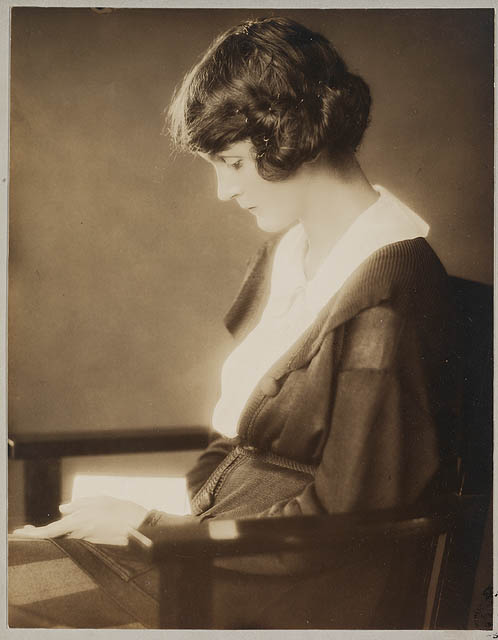
ca. 1920
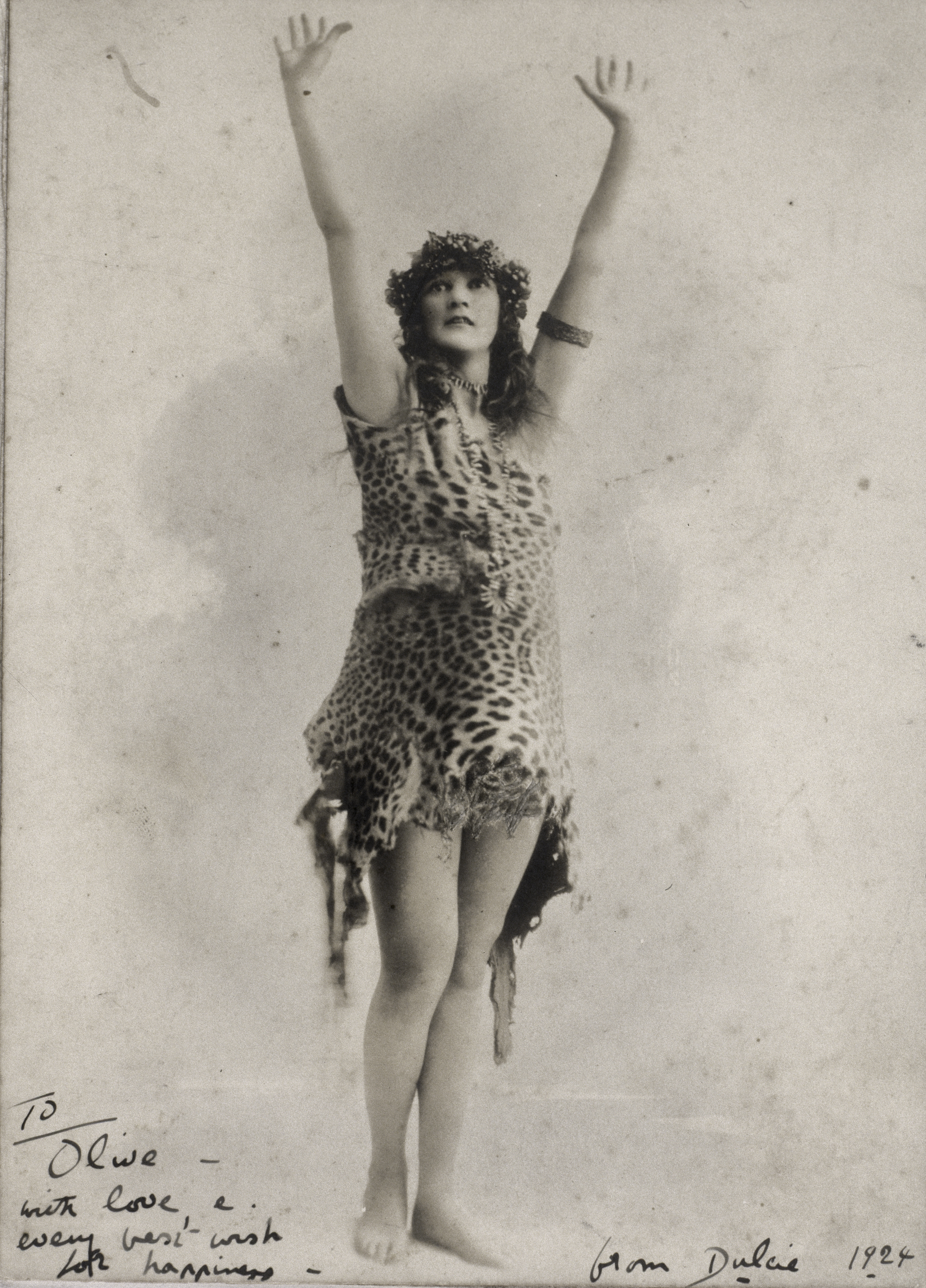
1923
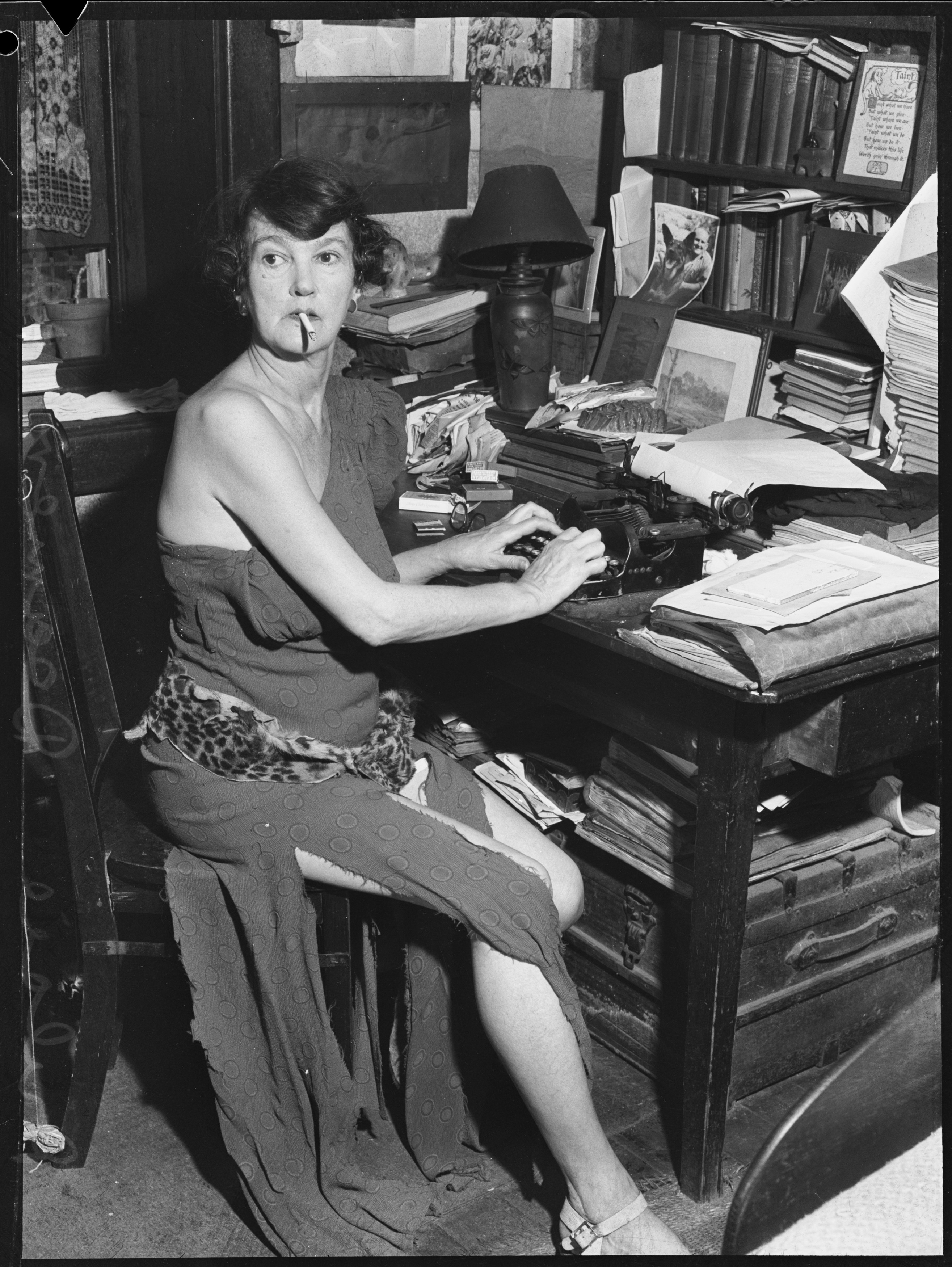
1950